# قلعة جقة سفلي (مقاطعة ديواندرة)
قلعة جقة سفلي (بالفارسية: قلعه جقه سفلی) هي قرية تقع في منطقة مركزية ريفية في إيران. يقدر عدد سكانها بـ 63 نسمة بحسب إحصاء 2016.